# Dorch, Bäcksin & Co
Dorch, Bäcksin & Co var en färg- och lacktillverkare i Göteborg med fabrik i Agnesberg.
Bolaget grundades av Oskar Bäcksin och Johan Fredrik Dorch 1889. Bolaget tillverkade målarfärg och lacker. I tidiga annonser sysslade företaget med kemikalier, färger, fernissa och materialhandel. Den första fabriken låg i Kvillebäcken på Hisingen, ett område med många färgtillverkare. Oskar Bäcksin lämnade bolaget och startade ett nytt bolag inom färgbranschen, Oskar Bäcksin AB med tillverkning i Brämaregården. Han ersattes som delägare av sin bror Viktor Bäcksin.
Fabriken i Agnesberg startades 1898. Huvudkontoret låg på Norra Hamngatan 24. 1903 lanserades Chinalack som blev en känd produkt. 1907 följde lanseringen av zaponlack.
Bolaget sålde även produkter under varumärket Dorco. 1964 köptes verksamheten upp av Beckers. Tillverkningen av färger lades ned på 1970-talet.
Om verksamheten i Agnesberg minner idag gatan Bäcksins väg. 